# Julie Condra
Julie Michele Condra (* 1. Dezember 1970 in Ballinger, Texas) ist eine US-amerikanische Schauspielerin.

## Leben
Bereits im Alter von neun Jahren sammelte Julie Condra Fernseherfahrung mit Werbespots lokaler Fernsehstationen. Später arbeitete sie auch als Fotomodell, doch mit den ersten Rollenangeboten in Fernsehserien (z. B. Wunderbare Jahre) konzentrierte sie sich zunehmend auf die Schauspielerei.
Julie war von 1992 bis 1995 mit dem Schauspieler Brandon Douglas verheiratet. Am 5. Januar 1998 heiratete sie Mark Dacascos, den sie bei den Dreharbeiten zum Film Crying Freeman – Der Sohn des Drachen (1995) kennengelernt hatte. Das Paar hat drei gemeinsame Kinder.

## Filmografie (Auswahl)
- 1989, 1994: Eine schrecklich nette Familie (Married with Children, Fernsehserie, zwei Folgen)
- 1990: Parker Lewis – Der Coole von der Schule (Parker Lewis Can’t Lose, Fernsehserie, zwei Folgen)
- 1990–1991: Wunderbare Jahre (The Wonder Years, Fernsehserie, vier Folgen)
- 1991–1992: Eerie, Indiana (Fernsehserie, 19 Folgen)
- 1992: Gas Food Lodging – Verlorene Herzen (Gas Food Lodging)
- 1995: Crying Freeman – Der Sohn des Drachen (Crying Freeman)
- 1996: Diagnose: Mord (Diagnosis:Murder; Fernsehserie, eine Episode)
- 2000: Beautiful
- 2001: Road to Redemption